# AJ·麥克金提
AJ·麥克金提（英語：AJ MacGinty；1990年2月26日—）是一位美國橄欖球運動員，出生在愛爾蘭。他是美國國家橄欖球隊的一員，代表美國參加了2015年世界盃橄欖球賽。